# 数字手势
数字手势是華人社會使用一只手的手势来表達从一到十以及零等數字的一种肢體語言。这种数字表达形式在中国古代商业活动中被广泛使用，避免了方言带来的对于数字上的误会。

## 現代各地區華人的數字手势表达方式

### 一到六
- 表示從一到五的数字比较简单，张开手並依序從食指、中指、無名指、小拇指，到最後的大拇指伸出不同数量的手指，基本上不存在地域差異。
- 三：可以是食指、中指、無名指伸直，也可以是中指、無名指、小拇指伸直。
- 六：大拇指和小指伸出，其余各指握于掌心。

### 七到十以及零
七到十（以及零）的手勢存在地域差異。

#### 北方
以下介紹華北、東北地區的手勢。
- 七：大拇指、食指和中指伸出，指尖聚攏，其余各指握于掌心。
- 八：大拇指和食指伸出成直角，做英文字母“L”状，其余各指握于掌心。
- 九：食指伸出做弯勾状，其余各指握于掌心。
- 十：
  - 單手握拳。
  - 食指向上伸直，中指交疊至食指上。
  - 双手食指伸出垂直交叉，做汉字“十”状。
  - 單手張開成五的手勢，然後做一次180度翻手動作，表示五加五。
  - 東北地區亦會向上伸出大拇指，同現代表讚賞的手勢。因容易混淆，如今使用範圍非常有限。
- 零：單手握拳。

#### 南方
福建、廣東等地的手勢於香港、臺灣的手勢類似。以下介紹這四個地區的手勢。
- 七：大拇指和食指伸出成直角，食指朝下，做阿拉伯数字“7”状，其餘各指握於掌心。若用左手，则拇指朝右；若用右手，则拇指朝左。
- 八：大拇指和食指伸出成直角，同時伸出中指，表示“7+1”。
- 九：
  - 閩粵地區與北方相同，即食指做彎勾狀。
  - 臺灣：小指收起，其餘四指伸出。不過並非人人都能做出，故食指做彎勾狀的手勢也是存在的。
  - 香港：二者都有，前者較普遍。
- 零：大拇指和食指伸出，指尖匯於一點，做阿拉伯數字“0”狀，其余各指握于掌心。

## 手势图片

### 从一到六的共通手势

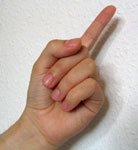
一
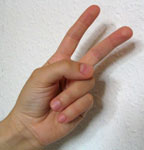
二
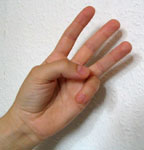
三
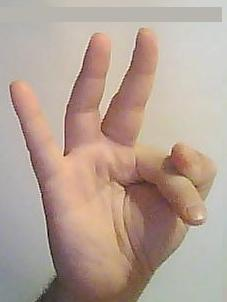
“三”的另一种表示法
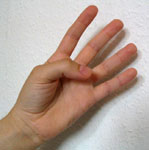
四
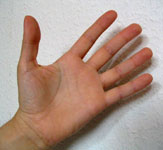
五
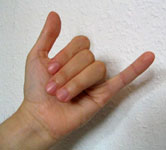
六

### 從七到十的华北地区手势

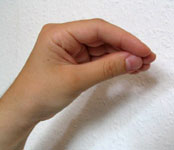
七 （有时被马来西亚和新加坡华人看做“五”）
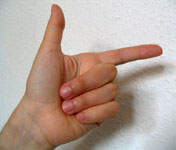
八
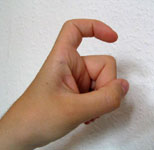
九
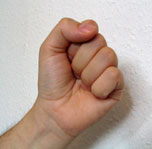
十（或零）
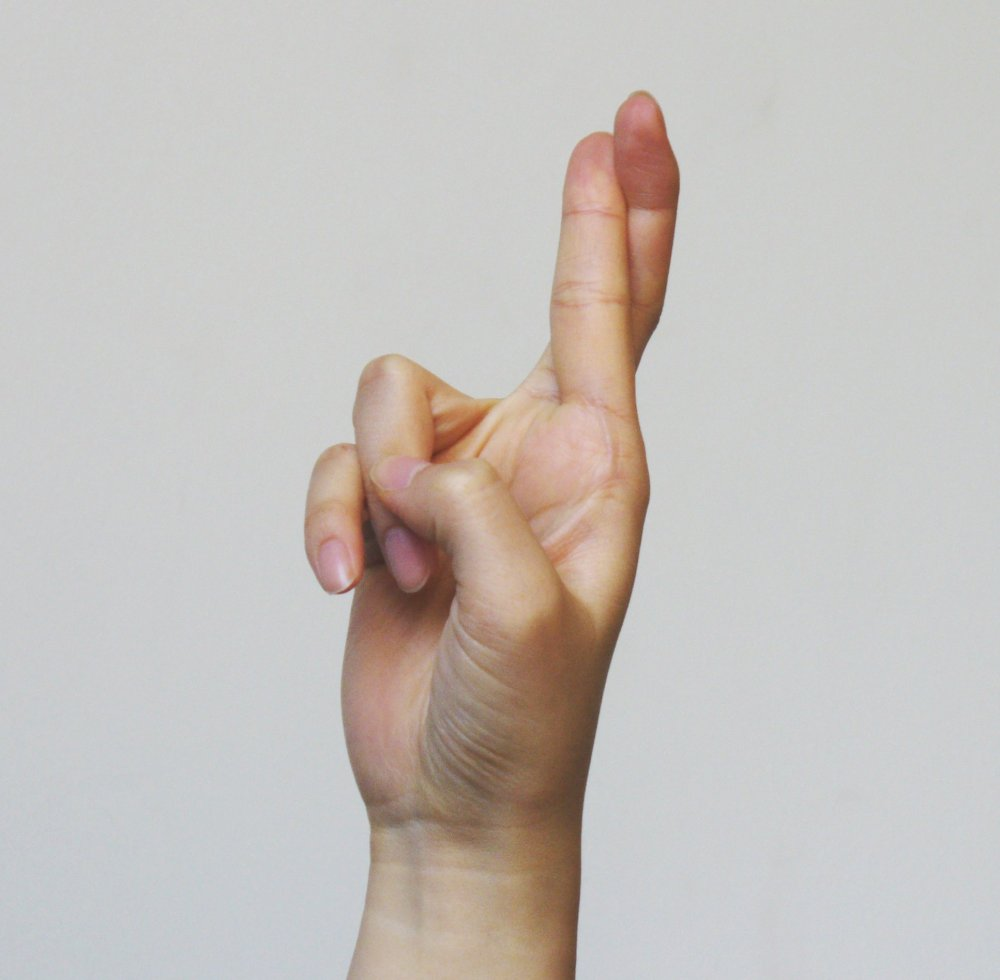
“十”的另一种表示法
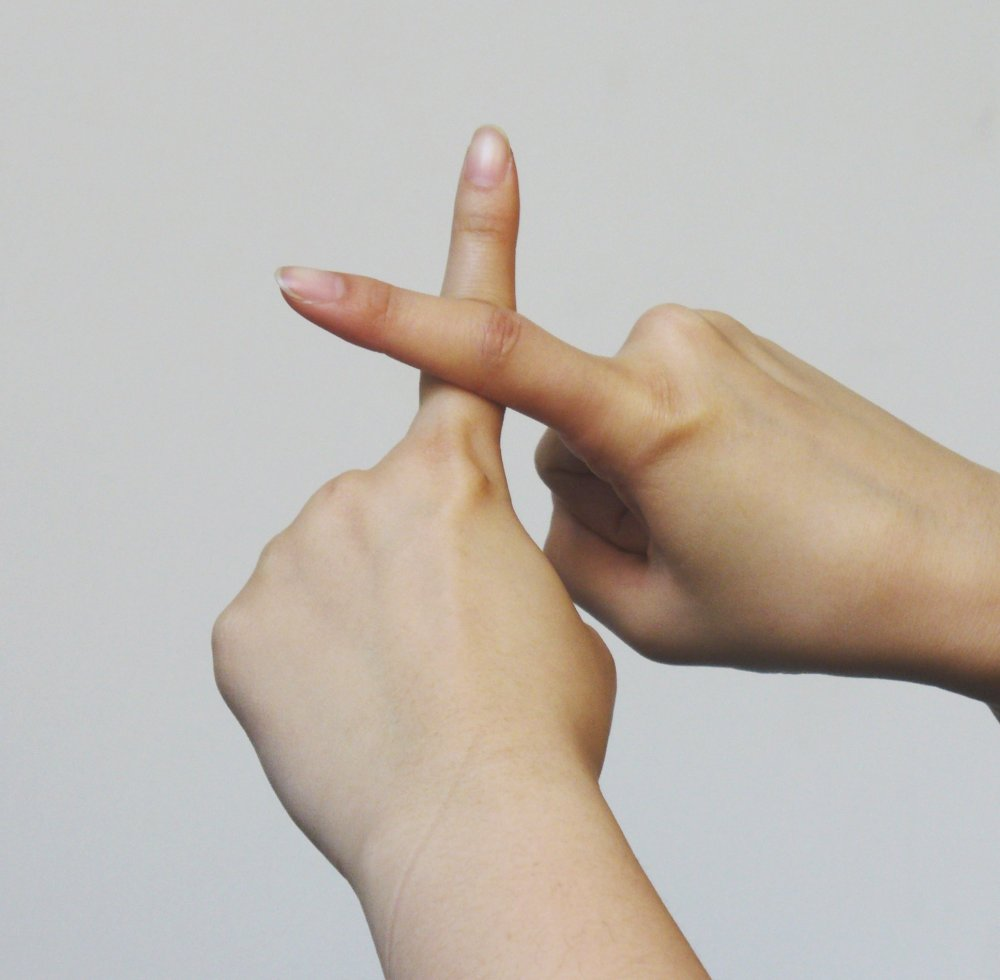
“十”的另一种表示法

### 從七到十的闽粤地区手势

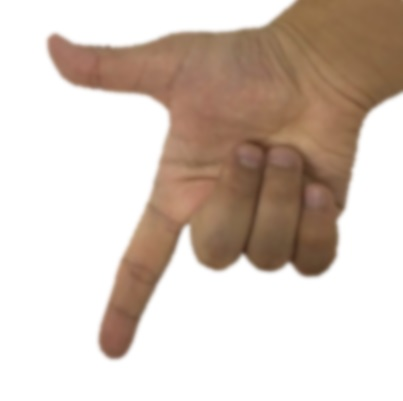
七
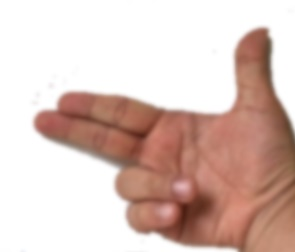
八
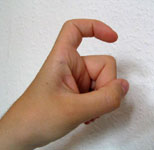
九
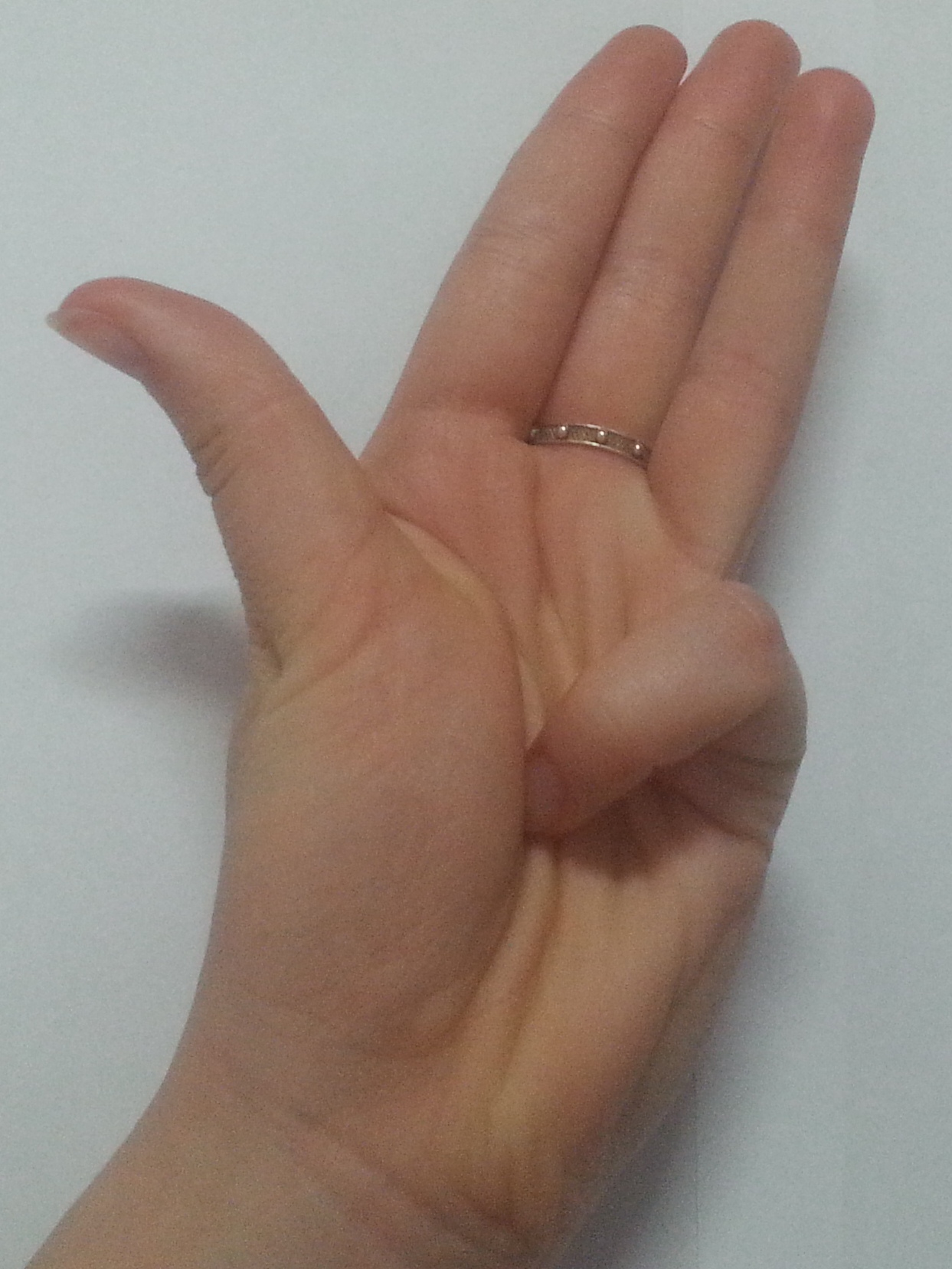
九（臺灣）
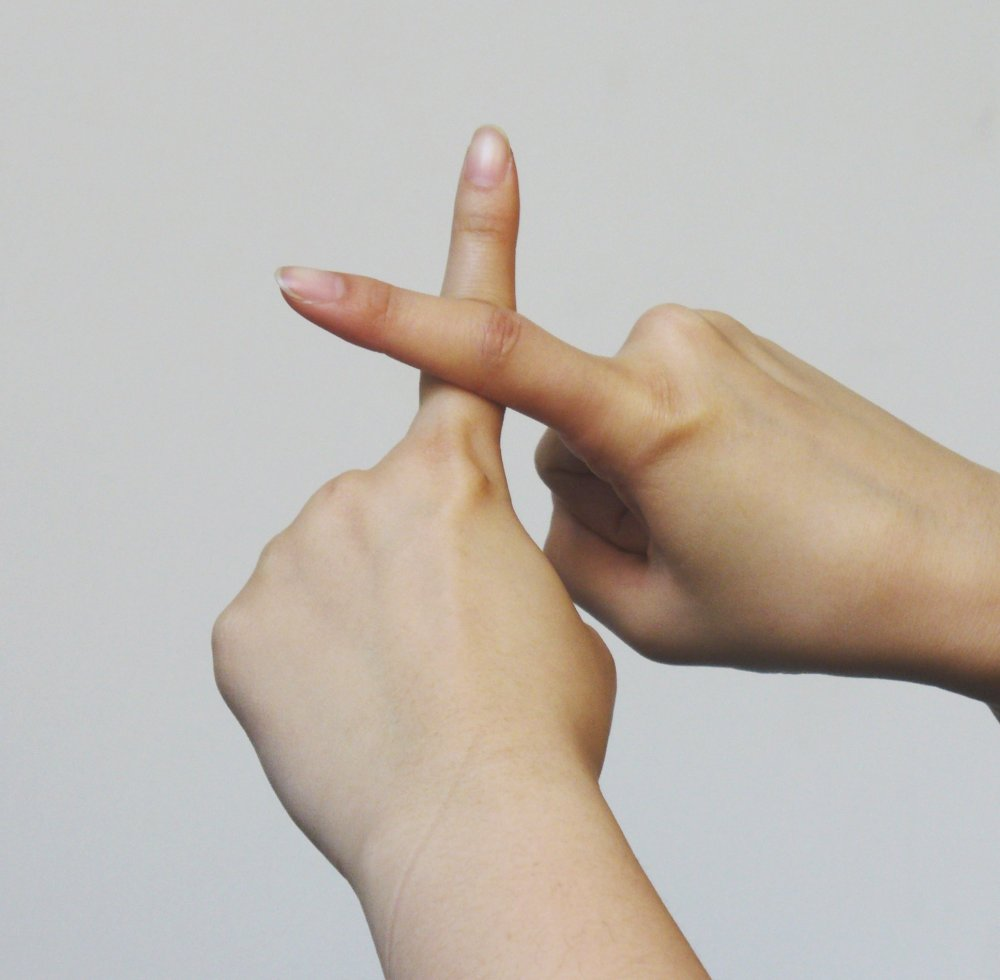
十

### 零的手势

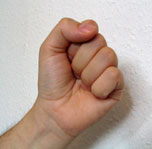
零（或十），用于华北地区
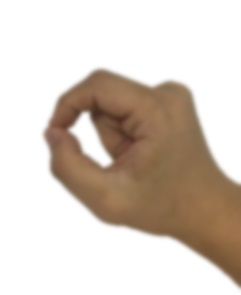
零，用于闽粤地区